# Chiaki Kuriyama
Chiaki Kuriyama (栗山千明 くりやま ちあき (Kuriyama Chiaki) (nascida em 10 de outubro de 1984), é uma atriz, cantora e modelo japonesa, uma das estrelas do filme de Quentin Tarantino, Kill Bill.
No filme, ela interpreta a vilã Go Go Yubari, uma espécie de ninja adolescente que se veste de colegial e faz parte da gangue de O-Ren Ishii (Lucy Liu).
Kuriyama já é um sucesso em seu país de origem, onde já participou de séries de TV e outros filmes, como "Battle Royale", de Kinji Fukasaku, cult sangrento que claramente serviu de inspiração para Tarantino em Kill Bill.
O rosto forte de Kuriyama também já apareceu em várias revistas conhecidas, como a norte-americana "Nylon" e a britânica e recém-extinta "The Face".
Na "i-D", ela ganhou, além da capa, um ensaio completo com ninguém menos que a brilhante Karina Taira, fotógrafa nipo-americana, que vem se destacando na fotografia de moda contemporânea pelo estilo rebelde e perturbador de suas imagens.

## Filmografia
| Ano  | Título original                  | Título em português                                                  | Papel            | Observações |
| 1995 | Toire no Hanako-san              |                                                                      |                  |             |
| 1995 | Gonin                            | A Vingança de Yakuza (BR)                                            | Filha de Ogiwara |             |
| 1999 | Shikoku                          |                                                                      | Sayori Hiura     |             |
| 2000 | Ju-on                            |                                                                      | Mizuho Tamura    |             |
| 2000 | Battle Royale                    | "Batalha Real" (BR)                                                  | Takako Chigusa   |             |
| 2001 | Kamen Gakuen                     |                                                                      | Reika Dojima     |             |
| 2003 | Kill Bill: Vol. 1                | Kill Bill Volume 1 (BR/PT)                                           | Go Go Yubari     |             |
| 2004 | Kagen no Tsuki                   |                                                                      | Mizuki Mochizuki |             |
| 2004 | Itsuka 'A' torein ni notte       |                                                                      | Yuki NOguchi     |             |
| 2004 | Mail                             |                                                                      | Mikoto           |             |
| 2005 | Azumi 2: Death or Love           |                                                                      | Kozue            |             |
| 2005 | Into the sun                     | Operação Sol Nascente (BR) / Yakuza - O Império do Sol Nascente (PT) | Ayako            |             |
| 2005 | Yokai Daisenso                   | A Grande Batalha Yokai (BR)                                          | Agi              |             |
| 2005 | Scrap Heaven                     |                                                                      | Saki Fujimura    |             |
| 2006 | Kisarazu Cat's Eye: World Series |                                                                      | Ayako Sugimoto   |             |
| 2007 | Ekusute                          |                                                                      | Yuko Mizushima   |             |
| 2007 | Tengu Gaiden                     |                                                                      | Amaya            |             |
| 2008 | Kids                             |                                                                      | Shiho            |             |
| 2008 | GS Wonderland                    |                                                                      | Miku Ono         |             |
| 2009 | Kamogawa Horumo                  |                                                                      | Fumi Kusunoki    |             |
| 2009 | Hagetaka: The Movie              |                                                                      | Yuka Mishima     |             |
| 2010 | Nekku                            |                                                                      |                  |             |

## Discografia

### Álbum
Lista dos álbuns, com as posições selecionadas no ranking de vendas no Japão.
- Lançamento: 16 de Março de 2011
- Relançamento: 11 de Janeiro de 2012
- Título: Defstar Records
- Formatos: CD, CD/DVD, Download digital19 12,000

### Singles
| Título                                                           | Ano  | Posição no ranking        | Posição no ranking      | Vendas (JPN) | Álbum                 |
| Título                                                           | Ano  | Ranking Oricon de singles | Billboard Japan Hot 100 | Vendas (JPN) | Álbum                 |
| ---------------------------------------------------------------- | ---- | ------------------------- | ----------------------- | ------------ | --------------------- |
| "Ryūsei no Namida" (流星のナミダ, "Meteor Tears")                | 2010 | 11                        | 24                      | 21,000       | Non-album single      |
| "Kanōsei Girl" (可能性ガール, Kanōsei Gāru, "Possibility Girl")  | 2010 | 30                        | 41                      | 8,000        | Circus                |
| "Cold Finger Girl" (コールドフィンガーガール, Kōrudo Fingā Gāru) | 2011 | 39                        | 88                      | 5,000        | Circus                |
| "Oishii Kisetsu"                                                 | 2011 | 37                        | 100                     | 4,000        | Circus                |
| "Ketteiteki Sanpunkan"                                           | 2011 | 37                        | —                       | 4,000        | Circus                |
| "Tsukiyo no Shōzō"                                               | 2011 | 62                        | —                       | 2,000        | Circus Deluxe Edition |
| "Toyosu Luciferin" (とよす☆ルシフェリン, Toyosu Rushiferin)      | 2013 | 109                       | —                       | 900          | Non-album single      |
| "0"                                                              | 2013 | 111                       | —                       | 500          | Non-album single      |
| "Dilemma"                                                        | 2014 | —                         | —                       |              | Non-album single      |